# Стильна штучка
«Стильна штучка» (англ. Sweet Home Alabama) — американська романтична комедія 2002 року.

## Сюжет
10-річні Джейк Перрі та Мелані Смутер на пляжі стають свідками удару блискавки в пісок. Джейк говорить Мелані, що якось вони одружаться.
Через 10 років Мелані, що змінила прізвище на Кармайкл, щоб приховати своє бідне походження, — успішний модельєр в Нью-Йорку. Після того, як Ендрю Геннінгс робить їй пропозицію, Мелані їде у Алабаму, в місто, де раніше проживала, щоб оголосити про свої заручини батькам та оформити розлучення зі своїм чоловіком Джейком, за якого вона вийшла заміж підлітком і поїхала від нього після того, як у неї стався викидень. Тим часом Кейт Геннінгс, мати Ендрю та мер Нью-Йорку, сумнівається у тому, що Мелані підходить для шлюбу з її сином, якого вона готує балотуватися на пост президента Сполучених Штатів, і надсилає свого помічника Баррі Ловенштайна зібрати інформацію про минуле Мелані.
Джейк, який неодноразово відмовлявся підписувати документи про розлучення, відмовляється і цього разу. Тоді розлючена Мелані спустошує його банківський рахунок. В місцевому барі вона напивається і ображає своїх старих шкільних друзів. Джейк лає її і забирає додому, не даючи їй сідати за кермо в нетверезому вигляді, а вранці Мелані прокидається і виявляє на своєму ліжку підписані документи про розлучення.
Ендрю дізнається про справжнє минуле Мелані і у гніві йде, та пізніше повертається, кажучи, що все ще хоче одружитися з нею. Під час приготування до весілля Мелані випадково дізнається, що Джейк — виробник скляних скульптур і що йому належить курорт.
Під час весілля Мелані та Ендрю прибуває адвокат і зупиняє церемонію, бо Мелані не підписала документи про розлучення. Мелані зізнається, що все йще любить Джейка, і скасовує весілля. Мелані знаходить Джейка на пляжі і каже йому, що вони все ще одружені.

## В ролях
| Актор         | Роль                           |
| ------------- | ------------------------------ |
| Різ Візерспун | Мелані Смутер/ Мелані Кармайкл |
| Патрік Демпсі | Ендрю Геннінгс                 |
| Джош Лукас    | Джейк Перрі                    |
| Кендіс Берген | Кейт Геннінгс                  |
| Ітан Ембрі    | Боббі Рей                      |
| Фред Ворд     | Ерл Смутер                     |
| Джин Смарт    | Стелла Кей Перрі               |

| Актор             | Роль             |
| ----------------- | ---------------- |
| Мері Кей Плейс    | Перл Смутер      |
| Мелані Лінскі     | Лурлінн          |
| Кортні Гейнс      | Вейд, шериф      |
| Мері Лінн Райскуб | Дороті           |
| Нейтан Лі Грем    | Фредерік         |
| Рона Мітра        | Табата           |
| Кевін Зусман      | Баррі Ловенштайн |

## Сприйняття
Незважаючи на стриману оцінку критиків фільм успішно вийшов у прокат (при бюджеті в 30 мільйонів доларів загальносвітові збори склали понад 180 мільйонів).
Rotten Tomatoes дав оцінку 38 % на основі 159 відгуків від критиків і 78 % від більш ніж 250 000 глядачів.